# لوتز رافائيل
لوتز رافائيل (بالألمانية: Lutz Raphael)‏ هو مؤرخ العصر الحديث ‏ ألماني، ولد في 12 سبتمبر 1955 في إسن في ألمانيا.